# Lithocarpus obovatilimbus
Lithocarpus obovatilimbus är en bokväxtart som beskrevs av Woon Young Chun. Lithocarpus obovatilimbus ingår i släktet Lithocarpus och familjen bokväxter.
Artens utbredningsområde är Hainan (Kina). Inga underarter finns listade.